# Dori’o
Le dori’o est une des langues des Salomon du Sud-Est, parlée par 2 410 locuteurs à Malaita (centre-ouest). Son autre nom est le kwarekwareo. Son lexique est similaire à 71 % avec celui de l'’are’are. C'est une langue SVO.